# Upeksa
Upekṣā (en Devanāgarī: उपेक्षा; en Pali: Upekkhā) es el concepto budista de la ecuanimidad. Se trata de un estado de purificación mental cultivado a través de la meditación en el camino budista del Prajñā (sabiduría) y Bodhi (despertar). La ecuanimidad hace posible encarar la vida con todas sus vicisitudes en calma y tranquilidad sin perturbar la mente.
Un término análogo en filosofía griega es ataraxia.

## En el contexto literariopāḷi
En el canon pāḷi y en los comentarios post-canónicos atthakatha, upekṣā se identifica como un importante paso en el desarrollo espiritual en un número de lugares:
- Es uno de los Cuatro Estados Sublimes (brahmavihara), que son estados mentales purificadores capaces de contrarrestar los actos poco honrosos de lujuria, avaricia e ignorancia. Como un brahmavihara, es también uno de los cuarenta motivos tradicionalmente identificados de la meditación Budista (kammatthana).
- En el desarrollo de la concentración meditativa, upekṣā aparece como el factor fundamental de la absorción material, presente en el tercer y cuarto estado jhana.
- En los Siete factores de iluminación (bojjhanga), upekṣā  es el último factor a ser desarrollado.
- En la lista Theravāda de las diez paramita (perfecciones), upekṣā es la última práctica identificada bodhisatta.

## Exposición contemporánea
El monje budista americano Bhikkhu Bodhi escribió: 
“The real meaning of upekkha is equanimity, not indifference in the sense of unconcern for others. As a spiritual virtue, upekkha means equanimity in the face of the fluctuations of worldly fortune. It is evenness of mind, unshakeable freedom of mind, a state of inner equipoise that cannot be upset by gain and loss, honor and dishonor, praise and blame, pleasure and pain. Upekkha is freedom from all points of self-reference; it is indifference only to the demands of the ego-self with its craving for pleasure and position, not to the well-being of one's fellow human beings. True equanimity is the pinnacle of the four social attitudes that the Buddhist texts call the 'divine abodes': boundless loving-kindness,  compassion, altruistic joy, and equanimity. The last does not override and negate the preceding three, but perfects and consummates them.”
"El significado real de upekkha es ecuanimidad, no indiferencia en el sentido de desinterés por los demás. Como virtud espiritual, upekkha significa ecuanimidad ante las vicisitudes de la fortuna mundana. Es la estabilidad de la mente, la imperturbable libertad de la mente, un estado de equilibrio al que no pueden alterar la ganancia y la pérdida, el honor y la deshonra, la alabanza y la culpa, el placer y el dolor. Upekkha es la libertad desde todos los puntos de autorreferencia; es la indiferencia ante las demandas del ego con sus ansias de placer y estatus, y no hacia el bienestar de los semejantes humanos. La verdadera ecuanimidad es la cima de las cuatro actitudes sociales que los textos budistas denominan 'actitudes sublimes': 'amistad benevolente' ilimitada, 'compasión', 'dicha altruista' y ecuanimidad. Esta última no anula ni niega las tres anteriores, sino que las perfecciona y las consuma."